# Металлург (ледовый дворец, Жлобин)
«Ледо́вый дворе́ц „Металлу́рг“» (бел. «Лядо́вы пала́ц „Металу́рг“») — спорткомплекс в городе Жлобин Гомельской области Беларуси.
Введён в эксплуатацию 29 декабря 2006 года. Основное назначение — проведение матчей по хоккею с шайбой, соревнований по фигурному катанию, шорт-треку и другим ледовым видам спорта. Предусмотрена возможность трансформирования хоккейной коробки в площадку для игровых видов спорта, спортивных единоборств, тенниса, тяжёлой атлетики, гимнастики, бокса, а также в сцену для проведения концертов и других зрелищных мероприятий. Трибуны расположены С-образно, вместимость дворца составляет 2018 зрителей.
Ледовый дворец входит в состав физкультурно-оздоровительного спортивного комплекса «Центр олимпийского резерва по хоккею с шайбой и плаванию города Жлобина». Арена является домашней площадкой хоккейного клуба «Металлург» выступающего в белорусской экстралиге, а также базой для детских хоккейных секций. Во дворце работают залы силовой подготовки, кардио-тренажеров, аэробики и настольного тенниса. В свободное от спортивных мероприятий время ледовая площадка задействована для проведения массовых катаний на коньках.